# 八尾ベースボールクラブ
八尾ベースボールクラブ（やおベースボールクラブ、英語表記：YAO Baseball Club）は、大阪府八尾市に本拠地を置き、日本野球連盟に加盟している社会人野球のクラブチームである。特定非営利活動法人（NPO法人）として設立された。

## 概要
2005年5月に設立され、11月1日にNPO法人の認証を受けた。
2006年2月23日付けで、日本野球連盟に新規登録された。同年の社会人野球日本選手権大会大阪・和歌山一次予選で公式戦初勝利を挙げる。
2007年に開催された第7回AAAアジア野球選手権大会の日本代表にチームから2人が選出された。

## 沿革
- 2005年 5月 - 設立。
- 2005年 6月 - 特定非営利活動法人資格の申請を行う。メールマガジンの発行を開始。
- 2005年11月 - 特定非営利活動法人資格を取得する。初練習。
- 2006年2月23日 - 日本野球連盟に加盟する。

## チーム概要
- 設立日： 2005年5月
- 本拠地： 大阪府八尾市
- 名誉顧問： 田中誠太（八尾市長）、野田義和（東大阪市長）
- 監督： 河島博（2005 - 2008年度）、豊田義夫（2009年度）

## 主な出身プロ野球選手
- 生山裕人（内野手） - 香川オリーブガイナーズを経て、2008年育成選手ドラフト4位で千葉ロッテマリーンズから指名